# Ахмад Шах (Великий Могол)
Ахмад Шах Бахадур Муджахид уд-Дин Абу Наср (23 декабря 1725, Дели — 1 января 1775, Дели) — правитель, 14-й падишах Империи Великих Моголов в Индии в 1748—1754 годах.
Ахмад Шах был сыном Великого Могола Мухаммад Шаха (1719—1748). Мать его — Кудсия Бегум. По свидетельству современников, он был мягкого характера, однако малообразованный, не обладавший способностями военачальника, слабовольный. Вся власть в государстве в годы правления Ахмад Шаха была сосредоточена в руках его великого везиря (вазир-и мамлик) и наваба Ауда Сафдар Джанга (1748—1754). Несмотря на энергичные усилия последнего, ему не удалось укрепить разваливавшуюся ещё при Мухаммад Шахе Могольскую империю.
В начале 1748 года принц Ахмад и великий везирь Асаф Джах I поставлены падишахом Мухаммад Шахом во главе 75-тысячной армии и отправлены против афганского войска под предводительством Ахмад-шаха Дуррани, вторгшегося в долину Инда. Принц сумел одержать победу, за что получил от отца титул Бахадур. Ахмад Шах взошёл на трон 18 апреля, и 29 апреля 1748 года был коронован в делийском Красном форте благодаря удавшейся придворной интриге, за кулисами которой стояла его приёмная мать. Однако часть военачальников могольской армии отказались признавать его своим повелителем, так как финансовые ресурсы Великих Моголов были настолько истощены, что военным не из чего было заплатить жалование. Вследствие этого почти треть войска дезертировало. Слабостью империи вновь воспользовался правитель Афганистана Ахмад-шах Дуррани, вторгшийся в 1750 году в Синд и Гуджарат и захвативший эти провинции. В 1752 году Ахмад-шах Дуррани отобрал у Великих Моголов Кашмир. В то же время сикхи заняли Пенджаб. В результате территория Могольской империи сократилась до района вокруг её столицы, Дели.
2 июня 1754 года могольский падишах Ахмад Шах был свергнут с престола племянником низама Хайдарабада Газиуддином Имадом уль-Мульком, действовавшим при поддержке маратхских князей. Бывший падишах был ослеплён и скончался в темнице, где провёл ещё 20 лет. Преемником его на троне стал Аламгир II, при котором великим везирем был Газиуддин Имад уль-Мульк.